# Molophilus undulatus
Molophilus undulatus är en tvåvingeart som beskrevs av Tonnoir 1920. Molophilus undulatus ingår i släktet Molophilus och familjen småharkrankar. Inga underarter finns listade i Catalogue of Life.